# Sophia Myles
Sophia Jane Myles (IPA: /səˈfaɪ.ə ˈmaɪlːz/; Londra, 18 marzo 1980) è un'attrice britannica.

## Biografia
Sophia Myles nasce a Londra il 18 marzo 1980 da Jane, che lavorava nell'educazione pubblica, e Peter R. Myles, un vicario anglicano in pensione di Isleworth, West London. La sua nonna materna era russa e Myles si definisce mezza gallese e mezza russa. È cresciuta a Notting Hill, dove suo padre serviva messa nella chiesa di San Giorgio Martire, mentre lei studiava alla Fox Primary School. All'età di undici anni la sua famiglia si trasferì a Isleworth e lei continuò gli studi alla Green School. Dopo essersi diplomata a pieni voti, ebbe la possibilità di accettare un posto per studiare filosofia all'Università di Cambridge, ma decise di intraprendere la carriera recitativa dopo essere stata "scoperta" da Julian Fellowes in una recita scolastica.

### Carriera

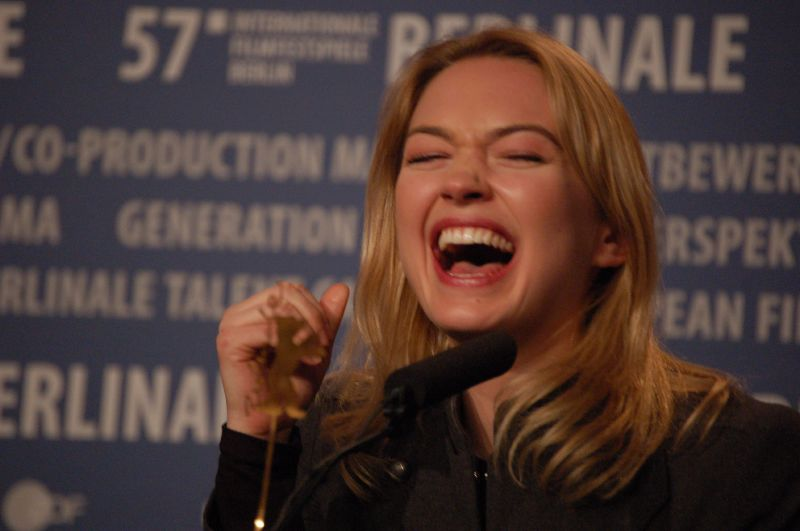
Sophia Myles al Festival di Berlino nel 2007

Dal 1996 Sophia ha partecipato ad un buon numero di film e serie televisive sia statunitensi che inglesi. Nel 2001 ha avuto un piccolo ruolo nel film La vera storia di Jack lo squartatore - From Hell, dove recita come Victoria Abberline, la moglie di Johnny Depp. Nel 2003 ha recitato in un ruolo di supporto nel film Underworld e tre anni più tardi tornerà ad interpretarlo nel sequel Underworld: Evolution, ma solo in un piccolo flashback. Sempre nel 2003 ottiene il ruolo della protagonista nel film thriller Out of Bounds mentre nel 2004 recita nel ruolo di Lady Penelope in Thunderbirds. Nel 2006 è la co-protagonista insieme a James Franco nel film drammatico Tristano & Isotta, dove recita nel ruolo di Isotta.
La Myles recita come Madame de Pompadour in un episodio del 2006 della serie televisiva Doctor Who. Sempre nello stesso anno è la co-protagonista con Max Minghella nella commedia sentimentale Art School Confidential - I segreti della scuola d'arte, e appare nel adattamento televisivo della BBC di Dracula come Lucy Westenra, accanto a Marc Warren David Suchet e Dan Stevens. Nel 2007 recita nel film Outlander - L'ultimo vichingo accanto a Jim Caviezel e Jack Huston, nel ruolo di Freya.
Tra il 2007 e il 2008 recita nella serie televisiva Moonlight, che ottiene il premio come "Best New Drama" nell'edizione 2007 del People's Choice Awards. Sempre a proposito di premi l'attrice ha ricevuto il premio come Miglior attrice dal British Independent Film Award committee per la sua interpretazione nel film Hallam Foe, per cui ha anche ottenuto il BAFTA Scotland Award.

## Vita privata
Ha avuto una relazione con l'attore Charles Dance, di 34 anni più anziano di lei, incontrato durante le riprese del film The Life and Adventures of Nicholas Nickleby. Tra il 2005 e l'ottobre del 2007 è stata fidanzata con l'attore scozzese David Tennant, con il quale aveva recitato in Foyle's War e in Doctor Who. Ha avuto un figlio, Luke, nato il 27 settembre 2014.

## Filmografia parziale

### Cinema
- Mansfield Park, regia di Patricia Rozema (1999)
- Guest House Paradiso, regia di Adrian Edmondson (1999)
- La vera storia di Jack lo squartatore - From Hell (From Hell), regia di Albert e Allen Hughes (2001)
- The Abduction Club, regia di Stefan Schwartz (2002)
- Underworld, regia di Len Wiseman (2003)
- Out of Bounds, regia di Merlin Ward (2003)
- Thunderbirds, regia di Jonathan Frakes (2004)
- Underworld: Evolution, regia di Len Wiseman (2006)
- Tristano & Isotta (Tristan & Isolde), regia di Kevin Reynolds (2006)
- Art School Confidential - I segreti della scuola d'arte (Art School Confidential), regia di Terry Zwigoff (2006)
- Hallam Foe, regia di David Mackenzie (2007)
- Outlander - L'ultimo vichingo (Outlander), regia di Howard McCain (2008)
- Etienne!, regia di Jeff Mizushima (2009)
- A Sunny Morning, regia di Jacob Proctor – cortometraggio (2012)
- Gallows Hill , regia di Víctor García (2013)
- Blackwood , regia di Adam Wimpenny (2013)
- Transformers 4 - L'era dell'estinzione (Transformers: Age of Extinction), regia di Michael Bay (2014)
- Listen, regia di Ana Rocha (2020)

### Televisione
- The Prince and the Pauper – miniserie TV, 4 puntate (1996)
- Big Women – miniserie TV, puntata 03 (1998)
- Oliver Twist – miniserie TV, puntate 01-04 (1999)
- Close & True – serie TV, episodio 1x02 (2000)
- The Life and Adventures of Nicholas Nickleby, regia di Stephen Whittaker – film TV (2001)
- Heartbeat – serie TV, episodio 11x10 (2001)
- Foyle's War – serie TV, episodio 1x03 (2002)
- Coming Up – serie TV, episodio 1x06 (2003)
- Colditz, regia di Stuart Orme – miniserie TV (2005)
- Miss Marple (Agatha Christie's Marple) – serie TV, episodio 2x01 (2006)
- Laboratorio mortale (Covert One: The Hades Factor), regia di Mick Jackson – miniserie TV (2006)
- Doctor Who – serie TV, episodio 2x04 (2006)
- Extras – serie TV, episodio 2x01 (2006)
- Dracula, regia di Bill Eagles – film TV (2006)
- Moonlight – serie TV, 16 episodi (2007-2008)
- Spooks – serie TV, 8 episodi (2010)
- Crossing Lines – serie TV, episodi 2x11-2x12 (2014)
- Il nostro zoo (Our Zoo), regia di Andy De Emmony, Robbie McKillop e Saul Metzstein – miniserie TV (2014)
- A Discovery of Witches - Il manoscritto delle streghe (A Discovery of Witches) – serie TV, 8 episodi (2018-2021)
- A Very British Scandal, regia di Anne Sewitsky – miniserie TV, puntate 01-02 (2021)
- Testimoni silenziosi (Silent Witness) – serie TV, episodi 26x01-26x02 (2023)

## Doppiatrici italiane
Nelle versioni in italiano delle opere in cui ha recitato, Kate Box è stata doppiata da:
- Eleonora De Angelis in Underworld, Art School Confidential - I segreti della scuola d'arte
- Emanuela D'Amico in Thunderbirds
- Barbara De Bortoli in Doctor Who
- Francesca Guadagno in Moonlight
- Domitilla D'Amico in Tristano + Isotta
- Claudia Catani in Outlander - L'ultimo vichingo
- Daniela Calò in Transformers 4 - L'era dell'estinzione